# Unikursales Hexagramm

Aleister Crowleys unikursales Hexagramm, ein im Zusammenhang mit Thelema verwendetes Symbol.

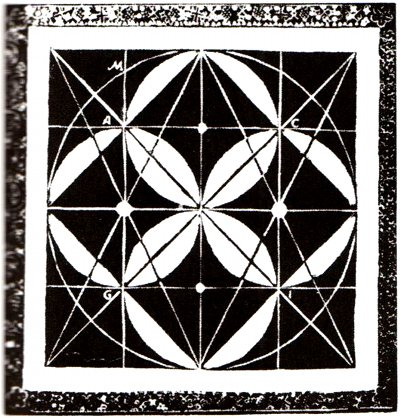
Figura Amoris von Giordano Bruno, 1588

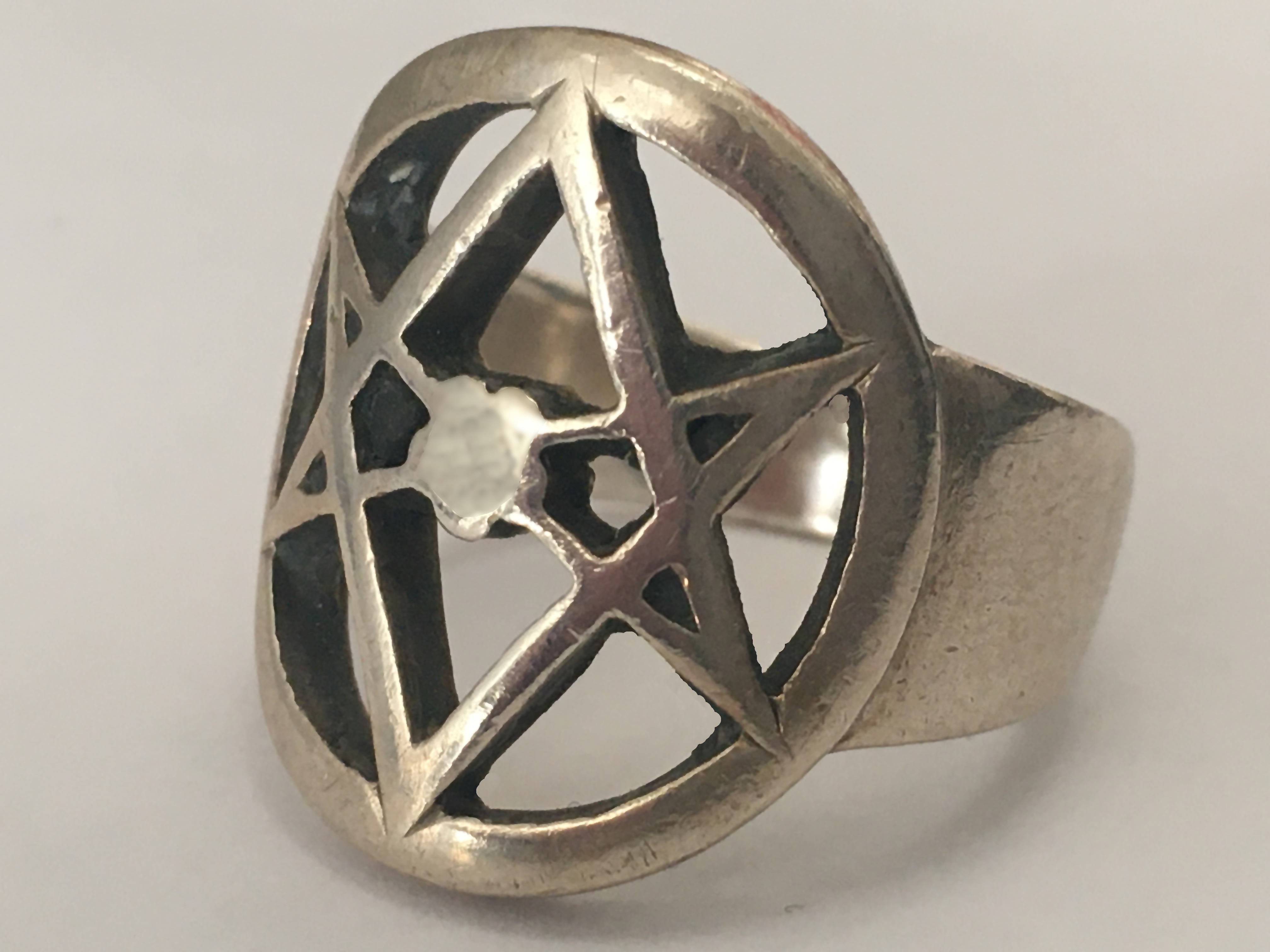
Fingerring aus Silber mit dem Symbol

Das unikursale Hexagramm ist ein Hexagramm oder ein sechszackiger Stern, welches in einer durchgehenden Linie und nicht durch zwei überlagerte Dreiecke, verfolgt oder gezeichnet werden kann. Das Hexagramm kann auch innerhalb eines Kreises mit den Punkten, die es berühren, dargestellt werden. Es wird oft in verschachtelter Form dargestellt, wobei die Linien des Zeichens über- und untereinander zu einem Knotenmuster übergehen. Es ist ein spezifisches Beispiel für die allgemeinere Form, die in Blaise Pascals, 1639 erschienenen Hexagrammum Mysticum Theorem diskutiert wird. Die bisher bekannteste älteste Darstellung ist die Figura Amoris aus der Schrift Articuli adversus mathematicos von Giordano Bruno.

## Thelema
Das unikursale Hexagramm wurde im Golden Dawn für den Grad des Philosophus 4 = 7 verwendet und war dort als Pseudo-Hexagramm, als die irreguläre dritte Form bekannt.
Aleister Crowley übernahm das Hexagramm für das System Thelema. Israel Regardie war immer der Meinung, dass das unikursale Hexagramm von Crowley erfunden wurde, aber bei der Sichtung der Papiere des Golden Dawn fand er heraus, dass das Symbol älter war.
In Aleister Crowleys Thelema wird das Hexagramm in der Regel mit einer fünfblütigen Blume in der Mitte dargestellt, welches ein Pentagramm symbolisiert. Nach Crowley sind die Linien streng euklidisch, da sie keine Breite besitzen. Das Symbol selbst ist das Äquivalent zum altägyptischen Anch oder dem Rosenkreuz der Rosenkreuzer. Das Pentagramm repräsentiert die mikrokosmischen Kräfte, welche mit den makrokosmischen Kräften, dargestellt durch das Hexagramm, verflochten sind.

## In der Popkultur
- Das unikursale Hexagramm wird auf der Karte "Das Siegel von Orichalcos" des Spiels Yu-Gi-Oh! dargestellt.[7]

- In der Serie To Aru Majutsu no Index wird es verwendet, um einen Engel zu beschwören, der in der Lage ist, Erinnerungen von Nonnen zu löschen, welche verbotene Bücher lasen, um sie unter der Kontrolle der Kirche zu halten.

- Es erscheint mehrmals in der Fernsehserie Supernatural als Logo einer Organisation namens Männer der Schriften (engl. Men of Letters).[8] Es wurde auch in der 8. Staffel der Folge Wie die Zeit vergeht als Symbol für die Zugehörigkeit zu den Männern der Schriften erwähnt. Es wird behauptet, dass es über den Toren von Atlantis stehe.[9]

- Eine modifizierte Version des Symbols erscheint auf dem Cover von Mindless Self Indulgence’ fünftem Studioalbum How I Learned to Stop Giving a Shit and Love Mindless Self Indulgence.

- Es dient als Symbol der Fraktion Inferno in Heroes of Might and Magic V.

- Die britische Band Bring Me the Horizon nutzt seit ihrem Album Sempiternal (2013) eine modifizierte Version des unikursalen Hexagramms mit zusätzlichen Ecken an den Schnittpunkten der Kanten als sogenanntes "Antivist Symbol".

- Die polnische Band Behemoth verwendete das Symbol als Teil der Bühnenrequisiten für ihre Live-Auftritte.

- Es wurde vom Ordre Martiniste verwendet, welcher 1884 in Frankreich gegründet wurde. Die Patente dieses Ordens aus den frühen 1880er Jahren zeigen das unikursale Hexagramm in einer Gravur auf der Seite eines symbolischen Würfels, der sich in der Nähe der unteren linken Ecke jedes Diploms/Patents des Martinistenordens des 19. Jahrhunderts befindet.[10]

- Es ist auf dem Ladebildschirm des Spieles Uncharted 3 zu sehen.